# Mexico (Missouri)
Mexico è un comune degli Stati Uniti d'America, situato nello Stato del Missouri, nella contea di Audrain, della quale è il capoluogo.